# Ananteris meridana
Espèce
Ananteris meridana est une espèce de scorpions de la famille des Ananteridae.

## Distribution
Cette espèce se rencontre au Venezuela dans l'État de Mérida vers Antonio Pinto Salinas et Campo Elías et en Colombie dans le département de Norte de Santander vers Toledo,.

## Description
Les mâles mesurent de 19 à 25 mm et les femelles de 28 à 33 mm.

## Systématique et taxinomie
Cette espèce a été décrite par González-Sponga en 2006.

## Étymologie
Son nom d'espèce lui a été donné en référence au lieu de sa découverte, l'État de Mérida.

## Publication originale
- González-Sponga, 2006 : « Arácnidos de Venezuela. El género Ananteris Thorell 1891, en Venezuela (Scorpionida: Buthidae). » Serie de libros arbitrados del Vicerrectorado de Investigación y Postgrado, UPEL, p. 1-223.